# 유망탕
유망탕(劉芒蕩, ? ~ 309년 음력 9월)은 서진 ~ 오호 십육국 시대의 반란 지도자로, 사주 평양군 사람이다.

## 행적
영가 3년 7월 5일[신미일](309년 8월 26일), 한나라 황실의 후예를 자칭하며 강족 같은 서북방 이민족들을 속이고 유혹하여, 마란산(馬蘭山)에서 황제를 참칭하며 거병하였다. 지호(支胡) 오두수(五斗叟)·학삭(郝索)은 이에 호응하여 수천 명의 군대를 모아 반란을 일으켜, 신풍(新豊)에 진을 치고 유망탕에게 합류하였다.
두 달 후 유망탕과 오두수는 정서대장군(征西大將軍) 남양왕 사마모가 파견한 장군 순우정(淳于定)에게 격파되었고, 둘 다 참살되었다.

### 내용주
1. ↑  지금의 섬서성 동천시 북쪽과[5] 위남시 백수현 북서쪽에 걸쳐 있는 산.[6] 호삼성은 북지군에 있는 이 산이 당나라 때에는 동주 경계에 속해 있었다면서, 아마도 당시의 행정 구역 기준으로 북지과 빙익 두 군의 경계에 속하여 걸쳐 있었을 것이라고 《자치통감》에 주석을 달았다.[7]
2. ↑  월지(소월지) 계통의 이민족.[8] 전진 건원 3년(376년), 전진의 빙익호군 정능진(鄭能進)이 지은 《등태위사비(鄧太尉祠碑)》의 비명에 따르면, 당시 빙익군 내에 거주하던 부족 가운데 하나로 지호가 있었다.[9][8][10] 이를 근거로 하여, 오사감은 지호를 서북방 이민족들 가운데 한 종족이라고 주장하였고,[9] 현대 중국의 역사학자 마장수(馬長壽, 1907 ~ 1971, 자는 송령(松齡))와 북경대학 역사학과 중국고대사연구센터 교수 영신강(榮新江)은 지호가 바로 월지호(月氏胡, 月支胡) 및 그 약칭이라고 하였다.[8][11] 이 계통의 성씨로는 지(支)씨와[8]·장(張)씨가 있었으며, 동시기에 석륵 휘하에서 활동하던 무장 지웅·지굴륙 등이 이 월지호 출신이었다.[8]

### 참조주
1. 1 2 3 4  방현령 외, 《진서》 권5 제기(帝紀)제5
2. 1 2  엄연, 《자치통감보》 권87 진기7 효회황제 中 영가 3년(309, 기사), 상주 사보루(思補樓) 교정인쇄본 《자치통감보 (51)》, 10/61.
3. 1 2  엄연, 《자치통감보》 권87 진기7 효회황제 中 영가 3년(309, 기사), 상주 사보루(思補樓) 교정인쇄본 《자치통감보 (51)》, 9/61.
4. ↑  중앙연구원 음양력 변환기
5. ↑  심청애(沈靑厓) 편집, 《섬서통지(陝西通志)》 권13 산천(山川)6 요주 동관현, 사고전서본 《섬서통지》 권13, 64-268.
6. ↑  심청애(沈靑厓) 편집, 《섬서통지(陝西通志)》 권13 산천(山川)6 요주 백수현, 사고전서본 《섬서통지》 권13, 72-73/268.
7. ↑  호삼성, 《자치통감음주》 권82 진기(晉紀)4
8. 1 2 3 4 5  북경대학 중국고대사연구센터 (2018년 10월 24일). “영신강(榮新江), 〈소월지고(小月氏考)〉”. 《소후》. 2025년 2월 11일에 확인함.
9. 1 2  오사감(吳士鑑) 주·유승간(劉承幹) 출판, 《진서각주(晉書斠注)》 권5 제기제5 효회제기, 민국 17년(1927년) 오흥 유(劉)씨 가업당(嘉業堂)본 《진서각주》(4), 74-124.
10. ↑  마장수, 《비명에 보이는 전진 ~ 수나라 초기의 관중 부족》 2006, 12–15쪽.
11. ↑  마장수, 《비명에 보이는 전진 ~ 수나라 초기의 관중 부족》 2006, 20쪽.

## 참고 문헌
- 방현령 외, 《진서》
  - 권5 제기(帝紀)제5 회제기·민제기
- 마장수(馬長壽) (2006년 1월). 《碑銘所見前秦至隋初的關中部族》 [비명에 보이는 전진 ~ 수나라 초기의 관중 부족] (중국어) 1판. 계림: 광서사범대학출판사. ISBN 7-5633-6049-2.